# Paul Dozois
Pour les articles homonymes, voir Dozois.
Paul Dozois, né le 23 mai 1908 à Montréal et mort le 2 juillet 1984 à Portland, est un homme politique québécois.

## Biographie

### Carrière politique
Il cumula plusieurs portefeuilles ministériels, dont celui de ministre des Finances, dans les gouvernements de l'Union nationale.
En 1966, André Audet est nommé secrétaire exécutif de Paul Dozois. Diplômé de la faculté de commerce, il avait été ensuite membre du personnel de la Banque du Canada au bureau principal, à Ottawa.